# Ada Belle Dement
Ada Belle Dement, född 1888, död 1945, var en amerikansk aktivist. 
Hon var ordförande för National Association of Colored Women 1941–1945. 